# Amphineurus (Rhamphoneurus) chiloeanus
Amphineurus (Rhamphoneurus) chiloeanus is een tweevleugelige uit de familie steltmuggen (Limoniidae). De soort komt voor in het Neotropisch gebied.